# ALPARC
ALPARC – Netzwerk Alpiner Schutzgebiete ist eine Vereinigung großflächiger Schutzgebiete im Einzugsgebiet der Alpenkonvention.
Seit 1995 ermöglicht dieses Netzwerk einen Austausch zwischen den alpinen Nationalparks, Naturschutzgebieten, Biosphärenreservaten, Ruhezonen und anderen Schutzformen, mit der Beteiligung von anderen Naturschutzeinrichtungen, lokalen Akteuren, der Bevölkerung und Wissenschaftlern. Sein Ziel ist die konkrete Umsetzung des Artikels „Naturschutz und Landschaftspflege“ der Alpenkonvention. Die Unterzeichnerstaaten dieses internationalen Abkommens sind Deutschland, Frankreich, Italien, die Fürstentümer Liechtenstein und Monaco, Österreich, Schweiz und Slowenien.

## Geschichte
Frankreich schlug 1994 die Einrichtung eines europäischen Netzwerks der alpinen Schutzgebiete vor. 1995 erfolgte die Organisation der ersten internationalen Konferenz der alpinen Schutzgebiete durch den Nationalpark Écrins. Im Jahr 2000 wurde das Netzwerk Alpiner Schutzgebiete als Instrument zur Anwendung der Alpenkonvention anerkannt. Die Verfassung der Geschäftsordnung des Netzwerks Alpiner Schutzgebiete wurde beschlossen. Zwei Jahre später, im Jahr 2002, folgte eine Konferenz der Schutzgebiete europäischer Bergregionen. Der Ständige Ausschuss der Alpenkonvention beauftragte 2004 das Netzwerk Alpiner Schutzgebiete mit einer Studie über ökologische Korridore und grenzübergreifende Schutzgebiete. 2006 wurde die Koordinationseinheit ALPARC als Task Force Schutzgebiete an das Ständige Sekretariat der Alpenkonvention angegliedert.

## Ziele und Arbeitsschwerpunkte

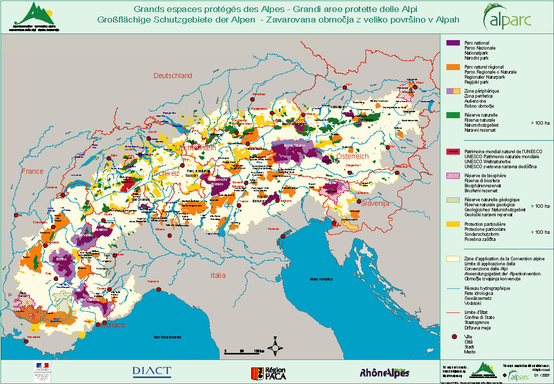
Karte der alpinen Schutzgebiete

Das Netzwerk Alpiner Schutzgebiete hat das Ziel, den Austausch von Kenntnissen, Erfahrungen und Methoden der alpinen Schutzgebietsverwalter zu fördern. Die prinzipiellen Handlungsbereiche innerhalb des Netzwerks ALPARC:

### Thematisches Netzwerk
Das thematische Netzwerk ist die Hauptaufgabe des Netzwerks ALPARC seit seiner Gründung den Austausch zwischen dem Personal der Schutzgebiete über Praktiken, Know-how und Erfahrungen zu gemeinsamen Themen zu ermöglichen, im gesamten Alpenraum, über sprachliche und administrative Barrieren hinaus. Es zielt also einen regelmäßigen technischen Austausch zwischen Verwaltern der Schutzgebiete und anderen teilnehmenden Organisationen an, durch Konferenzen, Kolloquien und thematische Bildung, Sammlung von „best practice“ und durch andere Kommunikationsmittel (Internet/Extranet). Das thematische Netzwerk beruht auf Arbeitsgruppen, deren Anzahl sich je nach Bedarf ändert. Diese Gruppen arbeiten an konkreten Projekten, wie die Wiedereinführung oder das Monitoring faunischer Arten, die Politik des Empfangs und der Verwaltung von Touristenströmen, die gemeinsame Kommunikation und die Verwaltung der Schutzgebiete oder auch über Maßnahmen gegen den Klimawandel (sanfte Mobilität, ökologisches Bauen); sie können auch die Entstehung internationaler Projekte (Life Gypaète, Interreg, Habitalp und Alpencom etc.) oder gemeinsamer Produktionen (Wanderausstellungen, gemeinsame Kommunikationsinstrumente) einleiten.

### Ökologisches Netzwerk
Die Schaffung eines ökologischen Verbundes durch die Verbindung von Schutzgebieten mittels ökologischer Korridore, Vertragsnaturschutzmaßnahmen und einer nachhaltigen Raumplanung ist eines der zentralen Ziele des Alpinen Netzwerks und der Alpenkonvention. Im Jahr 2004 hat der Ständige Ausschuss der Alpenkonvention das Netzwerk Alpiner Schutzgebiete mit einer Studie über die bestehenden nationalen und grenzübergreifenden Verbindungen zwischen Schutzgebieten beauftragt. Die Ergebnisse dieser Studie zeigen das Potential in den Alpen zur Schaffung eines tatsächlichen „ökologischen Kontinuums“ das langfristig den alpinen Artenreichtum sichern soll und Migrationen von Arten innerhalb der Alpen und zwischen ihnen und den angrenzenden Gebirgsregionen erlaubt. Seit 2006 hat die Alpenkonvention hierfür eine Arbeitsgruppe „Plattform Ökologischer Verbund“ eingerichtet. ALPARC, vertreten durch die Task Force Schutzgebiete, und weitere internationale Partner (CIPRA International; Forschungskomitee der Alpenkonvention ISCAR, WWF) beteiligen sich aktiv an diesem Prozess und ALPARC arbeitet direkt mit den Schutzgebieten vor Ort für die Umsetzung dieses zukunftsweisenden Projektes.

### Netzwerk der Kommunikation

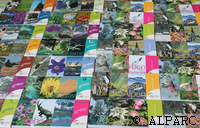
Gemeinsames Kommunikationsmittel – Postkarten

ALPARC hat auch das Ziel der Sensibilisierung und Information der Öffentlichkeit und der lokalen Bevölkerung über die Bedeutung von Natur und Kultur in den Alpen und der Notwendigkeit ihres Schutzes. Hierfür hat ALPARC und seine Arbeitsgruppe Kommunikation mit Hilfe der Task Force Schutzgebiete, eine gemeinsame Kommunikationsstrategie für die alpinen Schutzgebiete definiert und weiterhin ein graphisches Erscheinungsbild für die gemeinsamen Kommunikationsmittel. ALPARC erstellt für alle Schutzgebiete seines Netzwerks verschiedene Instrumente oder Aktionen zur gemeinsamen Kommunikation: ein gemeinsames Internetportal, Veröffentlichungen, Wanderausstellungen(Mythische Berge, Rückkehr der Wildnis, Informationsstände), gemeinsame Träger der Kommunikation für die Öffentlichkeit (Postkarten, Faltblätter) und „ViViAlp – Die Alpen aus der Luft“, ein virtueller Besuch der Schutzgebiete durch die Alpen, die seit 2008 in Besucherzentren der Alpen zur Verfügung steht, und auch via Google Earth.

## Organisation
ALPARC ist vor allem ein informelles Netzwerk, in dem alle sich im Anwendungsgebiet der Alpenkonvention befindenden Schutzgebiete automatisch Mitglieder sind, auf der Basis einer freiwilligen Zusammenarbeit. Im Jahre 2011 gibt es fast 1000 Schutzgebiete. Dies entspricht ungefähr 25 % der Alpen. Das Netzwerk ist gegründet worden, um gemeinsam Projekte durchzuführen, sich über technisches Wissen auszutauschen, die Effizienz von Managementsmethoden zu bewerten, und Treffen und Veranstaltungen zu organisieren zu verschiedenen Themen im Bereich des Managements der Fauna bis zu Fragen des Klimawandels.
Die Arbeit im Rahmen von ALPARC wird so weit wie möglich in den vier alpinen Hauptsprachen durchgeführt.

### Koordinationseinheit
Das Netzwerk ALPARC wird seit 1995 von seiner Koordinationseinheit animiert und verwaltet, deren Geschäftsstelle sich in Frankreich befindet. Dieses Team wurde bis Juni 2006 vom Nationalpark Ecrins verwaltet, seitdem gehört es zum Ständigen Sekretariat der Alpenkonvention unter dem Namen „Task Force Schutzgebiete“. Das mehrsprachige Team setzt sich aus 5 Personen und zusätzlichen Mitarbeitern zusammen. Die Koordinationseinheit – Task Force Schutzgebiete des Ständigen Sekretariats der Alpenkonvention – führt gemeinsame Projekte mit den Schutzgebieten durch, organisiert Konferenzen, Kolloquien, Workshops und Begegnungen und entwickelt mit Unterstützung der anderen Partner die Veröffentlichungen, Übersetzungen und Ausstellungen des Alpinen Netzwerks. Sie bereitet ebenfalls die Sitzungen des Internationalen Lenkungsausschusses vor und führt alle zwei Jahre die Generalversammlung in Zusammenarbeit mit einem Partnerschutzgebiet durch.

## Beitrag zur Alpenkonvention
Die Aktivitäten ALPARCs entsprechen dem Rahmen der Alpenkonvention und ihren Artikeln. Sie werden vom Internationalen Lenkungsausschuss festgelegt, zusammengesetzt aus Schutzgebietsvertretern aller Alpenländer, und anschließend vom Ständigen Ausschuss der Alpenkonvention verabschiedet. ALPARC kooperiert in allen die Schutzgebiete betreffenden Bereichen direkt mit dem Ständigen Sekretariat der Alpenkonvention durch die Task Force Schutzgebiete. Seine grundlegende Aufgabe bezieht sich auf den Artikel 12 des Protokolls „Naturschutz und Landschaftspflege“ der Alpenkonvention: „Die Vertragsparteien treffen die geeigneten Maßnahmen, um einen nationalen und grenzüberschreitenden Verbund ausgewiesener Schutzgebiete, Biotope und anderer geschützter oder schützenswerter Objekte zu schaffen. Sie verpflichten sich, die Ziele und Maßnahmen für grenzüberschreitende Schutzgebiete aufeinander abzustimmen.“

## Zusammenarbeit mit den Schutzgebieten der Karpaten
Die Initiative, ein Schutzgebietsnetzwerk ähnlich dem der Alpen zu gründen, wurde von Anfang an im Jahre 2003 von ALPARC unterstützt. Die Erfahrungen beim Management von Schutzgebieten in den Massiven der Karpaten und der Alpen erlauben einen Austausch zwischen den Naturschutzbeauftragten beider Massive. Einige Themen wurden schon auf den Treffen 2004 und 2006 angeschnitten wie u. a. die „Einrichtung und Management der NATURA 2000 Gebiete“ und das Thema “integriertes Management der Schutzgebiete, des Tourismus und der nachhaltigen Entwicklung in den Schutzgebieten”. Das Karpatennetzwerk der Schutzgebiete (CNPA) wurde im Dezember 2006 auf der Ministerkonferenz in Kiew gegründet. Um den Austausch innerhalb dieser Einrichtung zu erleichtern, hat ALPARC verschiedene Kommunikationsmittel geschaffen, wie z. B. Pressemitteilungen, Informationsbroschüren und die Homepage.
Die Einrichtung einer Koordinationsstelle des Karpatennetzwerks soll den Austausch zwischen den Schutzgebieten der beiden Massife verstärken. Dabei geht es vor allem um das Management der Wildfauna und der großen Raubtiere, das Waldmanagement, die Viehzucht und die Landwirtschaft, die Umweltbildung und die Einrichtung eines ökologischen Kontinuums zwischen beiden Massiven.

## Veröffentlichungen
Akten
- 2006 – Konferenzakten Nr. 6: The Alpine Carpathian Cooperation of Protected Areas (Workshop proceedings)
- 2005 – Abschlussbericht: Seminar “Schaffung eines ökologischen Netzwerks der Schutzgebiete”
- 2004 – Konferenzakten Nr. 5: Alpine Schutzgebiete, Knoten der Ökologie und der Kommunikation
- 2003 – Konferenzakten Nr. 4: Naturerfahrung in Schutzgebieten
- 2002 – Konferenzakten Nr. 3: Kolloquium Huftiere – Steinböcke und Gämse
- 2001 – Konferenzakten Nr. 2: Almwirtschaft
- 2000 – Konferenzakten Nr. 1: Wildfauna und Alpenkonvention

Broschüren
- 10/2010 – Biodiversity in time of climate change: management or wilderness?
- 01/2010 – Natur ohne Grenzen
- 09/2009 – Grosse Beutegreifer in den Alpen und Karpaten: Zusammenleben mit Bär, Wolf und Luchs
- 03/2009 – CNPA: A contribution to the international cooperation strategy
- 2008 – Züge, Shuttlebusse und Kutschen ersetzen den PKW
- 2007 – Die Alpen unter Druck
- 2007 – Das Netzwerk der Schutzgebiete in den Karpaten
- 2005 – Katalog der Kommunikationsprodukte

Bücher
- 2005 – Die alpinen Schutzgebiete: eine fantastische Welt
- 2004 – Katalog Mythische Berge